# Sant'Elena, piccola isola
Pour plus de détails, voir Fiche technique et Distribution.
Sant'Elena, piccola isola est un film italien d'Umberto Scarpelli et Renato Simoni, sorti en 1943.

## Fiche technique
- Titre : Sant'Elena, piccola isola
- Réalisation : Umberto Scarpelli et Renato Simoni
- Scénario : Ettore Maria Margadonna, Renato Simoni et Oreste Biancoli d'après la pièce d'Otello Pagliai
- Photographie : Mario Bava
- Montage : Eraldo Da Roma
- Pays de production :  Royaume d'Italie
- Format : Noir et blanc - 1,37:1 - Mono
- Genre : Film dramatique, Film historique
- Durée : 82 minutes
- Date de sortie : 1943

## Distribution
- Ruggero Ruggeri : Napoléon Bonaparte
- Mercedes Brignone : Letizia Bonaparte
- Carla Candiani : La comtesse Albine de Montholon
- Mario Brizzolari (it) : Charles-Tristan de Montholon
- Rubi D'Alma : La comtesse Bertrand (Henriette Lucy Dillon)
- Luigi Cimara : Henri Gatien Bertrand
- Elsa De Giorgi : Betsy Balcombe
- Micaela Giustiniani (it) : Jenny
- Lamberto Picasso : Hudson Lowe
- Renato Cialente (it) :  Henry Bells
- Salvo Randone : Gaspard Gourgaud
- Alberto Sordi : Poppleton
- Paolo Stoppa : le médecin de Napoléon
- Gian Paolo Rosmino : Colonel Malcolm (en)